# Aivalykus austrinus
Aivalykus austrinus är en stekelart som beskrevs av Marsh 2002. Aivalykus austrinus ingår i släktet Aivalykus och familjen bracksteklar. Inga underarter finns listade i Catalogue of Life.